# 茨城県道249号山方水府線

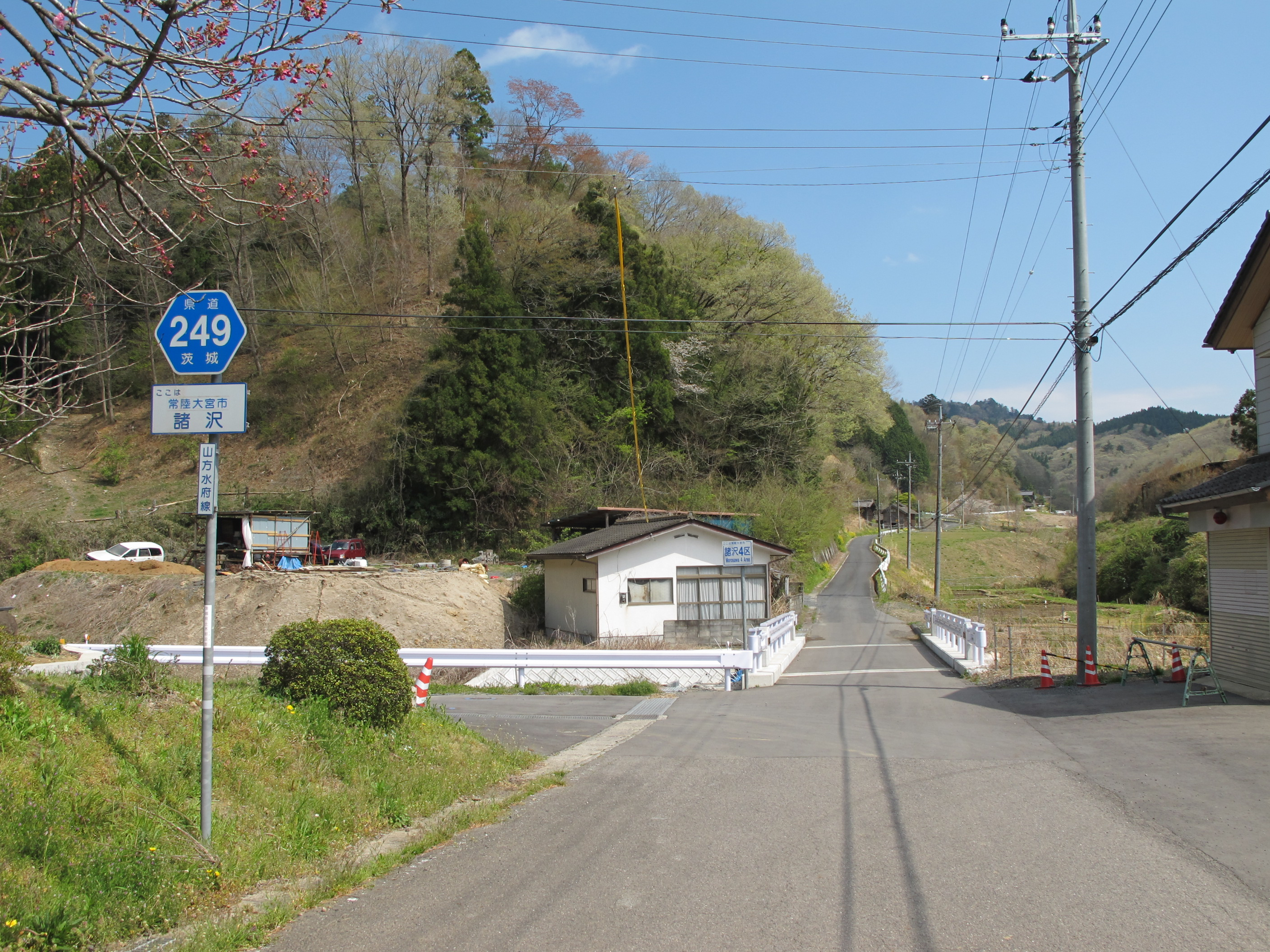
茨城県道249号山方水府線
常陸大宮市諸沢（2014年4月）

茨城県道249号山方水府線（いばらきけんどう249ごう やまがたすいふせん）は、茨城県常陸大宮市から常陸太田市に至る一般県道である。一部、未開通区間がある。

## 概要
茨城県常陸大宮市（旧・山方町）から常陸太田市（旧・水府村）を東西に結ぶ一般県道である。起点・終点の自治体名は平成の大合併によって改称し消滅したが、本県道の路線名称はそのまま継承されている。両市境は急峻な八溝山地によって阻まれており不通区間となっている。

### 路線データ
- 起点：茨城県常陸大宮市西野内字蛙田1248番地先（茨城県道29号常陸太田那須烏山線・茨城県道36号日立山方線・茨城県道62号常陸那珂港山方線交点）[1]
- 終点：茨城県常陸太田市天下野字町4774番1地先（茨城県道33号常陸太田大子線交点）[2]
- 総延長：13.793 km[3]
- 重用延長：なし[3]
- 未供用延長：なし[3]
- 実延長：13.793 km[3]
- 自動車交通不能区間延長[注釈 1]：4.065 km[3]（常陸大宮市諸沢 - 常陸太田市天下野町までの区間約2kmは分断）

## 歴史
1993年（平成5年）4月1日、前身にあたる県道折橋山方線は、一部区間が国道461号に昇格したことにより同日廃止されて、残存区間である県道常陸太田大子線交点から県道常陸太田烏山線交点までが、新たに山方水府線として路線認定された。1995年（平成7年）に整理番号249に変更され現在に至る。

### 年表
- 1959年（昭和34年）10月14日：前身にあたる県道天下野山方線（水府村天下野 - 山方町西野内、図面対照番号146）が路線認定[5]。
- 1965年（昭和40年）8月26日：県道折橋山方線と改称、起点を里美村（現常陸太田市）折橋まで延長。
- 1993年（平成5年）4月1日
  - 起点を那珂郡山方町、終点を久慈郡水府村とする県道山方水府線（整理番号420）として路線認定される[6]。
  - 道路の区域は、那珂郡山方町大字西野内から久慈郡水府村大字天下野までの区間（10.69 km）と決定する[1]。
  - 同時に、県道折橋山方線（整理番号204）が廃止される[4]。
- 1994年（平成6年）11月17日：山方町大字諸沢の狭隘道路を迂回するバイパス道路を新設する道路区域（3.3 km）が決定する[7]。
- 1995年（平成7年）3月30日：整理番号420から現在の番号（整理番号249）に変更される[8]。
- 1998年（平成10年）1月22日：水府村大字天下野の主要地方道常陸太田大子線に接続する終点付近のバイパス（23 m）が開通する[2]。
- 2021年（令和3年）7月8日：常陸大宮市西野内、諸沢地内に待避所7か所を作るための道路区域を指定[9]。

## 路線状況
未開通区間があるため地域間の連絡道路となっておらず、いわゆる盲腸線である。供用済みの県道の大部分は常陸大宮市諸沢地区にあり、同地区の生活道路になっている。一方、常陸太田市側の区間はわずか数百m程でしかない。幅員は全区間センターラインの無い1〜1.5車線の道路で、山奥になるほど道は狭い傾斜路となってゆき、最小幅員2.8 mの車どうしのすれ違いが困難な道となる。最奥部の2.1 kmの区間は連続雨量220ミリになると通行止め規制となっている。

### 道路施設
- 蛭田橋（諸沢川、常陸大宮市西野内）
- 下平橋（諸沢川、常陸大宮市諸沢）

## 地理
本県道は諸沢川沿いの山間部にあり、沿線は自然に囲まれた集落が点在する。不通区間部に近い最奥部（諸沢地割地区）は崖沿いの斜面に道路があり、線形が悪く高低差もある。本路線の不通区域は地割自然環境保全地域（昭和60年8月1日茨城県指定）で、稜線の西側各所で垂直に近い岩の崖斜面となっている動植物豊かな自然地域である。

### 通過する自治体
- 茨城県
  - 常陸大宮市 - 常陸太田市

### 交差する道路
- 茨城県道29号常陸太田那須烏山線（常陸大宮市西野内・起点）
- 茨城県道322号諸沢西金停車場線（常陸大宮市諸沢）
- 茨城県道33号常陸太田大子線（常陸太田市天下野・終点）

### 沿線
- 龍泉院（常陸大宮市諸沢）